# S/2004 S 29
S/2004 S 29 також Saturn LX — природний супутник Сатурна. Відкритий Скоттом Шеппардом, Девідом Джуїттом та Дженом Кліна 7 жовтня 2019 року із спостережень, проведених у період з 12 грудня 2004 року по 17 січня 2007 року. 
Постійну назву було присвоєно у серпні 2021 року.
Діаметр S/2004 S 29 — близько 4 км, велика піввісь — 17 470 700 км, орбітальний період — 858,77 земної доби. Обертається навколо Сатурна з прямим напрямком під нахилом 44,43° до площини екліптики, ексцентриситет орбіти — 0,472. S/2004 S 29 належить до групи інуїтів.